# Stenele
Stenele là một chi bướm đêm thuộc họ Geometridae.